# Kutná Hora
Kutná Hora (Duits: Kuttenberg) is een Tsjechische stad in de bestuurlijke regio Midden-Bohemen. De stad ligt circa 70 km ten oosten van Praag en heeft 21.109 inwoners (2005).
Het historische centrum van de oude zilverstad staat met haar monumenten sinds 1995 op de Werelderfgoedlijst van de UNESCO en is een veel bezochte toeristenbestemming.

## Geschiedenis
Kutná Hora werd in de 12e eeuw gesticht als mijnbouwnederzetting, vanwege de rijke zilvervoorraden die hier voorhanden waren. De zilvermijnen liepen zelfs tot onder de stad door.
De oorspronkelijke naam Kuttenberg dankt de stad aan de legende dat de monniken uit het plaatselijke klooster, bij het zilverdelven in de mijn, hun gevonden zilver verstopten onder hun "Kutte". Kutte is Duits voor monnikspij.
De stad groeide erg snel en bij het begin van de Hussitische Oorlogen in 1419 was Kutná Hora na Praag de belangrijkste stad van Bohemen. Aan het einde van de 16e eeuw waren de mijnen uitgeput.

## Bezienswaardigheden
Tot de bezienswaardigheden behoren het ossuarium van Sedlec, de kerk van Sedlec, het Italiaanse Hof (Vlašský dvůr), de Sint-Barbarakerk en de St. Jacobskerk. De noordtoren van de laatste kerk is met zijn 83 meter de hoogste kerktoren van Bohemen. Deze toren is een beetje scheefgezakt door een ingestorte mijn eronder.
Verdere bezienswaardigheden zijn het Jezuïetencollege, Hrádek, diverse historische huizen en de Na Náměsti-kerk.
In de stad worden rondleidingen door de voormalige zilvermijnen georganiseerd.

## Partnersteden
- Eger, Hongarije
- Fidenza, Italië
- Kremnica, Slowakije
- Ringsted, Denemarken
- Stamford, Verenigd Koninkrijk
- Tarnowskie Góry, Polen

## Geboren in Kutná Hora
- Josef Kajetán Tyl (1808-1856), Tsjechisch toneelschrijver; schreef het volkslied Kde domov můj
- Vladimír Šilhavý (1913-1984), dierkundige